# Trawden
Trawden är en by i Lancashire i England. Byn är belägen 49,5 km 
från Lancaster. Orten har 1 945 invånare (2016).